# 鈴木耕一
鈴木 耕一（すずき こういち、1937年10月22日 - ）は、日本の映画・テレビドラマの撮影技師。東京都調布市出身。日本映画撮影監督協会（J.S.C）会員。
1956年、法政大学第一中・高等学校（現法政大学中学高等学校）卒業後、父が大映勤務を経て日活の美術関係を務めていたことがきっかけで、日活撮影所に入社。中平康監督作『狙われた男』の撮影助手を務め、萩原憲治に師事する。その後、ポルノ映画路線を変更し、山崎善弘に師事した。

## 主な作品

### 映画
- 『陽は沈み陽は昇る』（1973年）
- 『薔薇の標的』（1980年）※色彩計測のみ
- 『看護婦日記 わいせつなカルテ』（1980年）
- 『朝はダメよ!』（1980年）
- 『女教師のめざめ』（1981年）
- 『とりたての輝き』（1981年）
- 『宇能鴻一郎の開いて写して』（1981年）
- 『シブがき隊 ボーイズ & ガールズ』（1982年）
- 『団鬼六 美女縄地獄』（1983年）
- 『ブルーレイン大阪』（1983年）
- 『唐獅子株式会社』（1983年）
- 『ピンクカット 太く愛して深く愛して』(1983)
- 『団鬼六 蛇の穴』(1983)
- 『女帝』(1983)
- 『のぞき』(1983)
- 『双子座の女』(1984)
- 『チーちゃんごめんね』(1984)
- 『スチュワーデス・スキャンダル 獣のように抱きしめて』(1984)
- 『猟色サロメの唇』(1984)
- 『ロリータ妻・微熱』(1984)
- 『団地妻 サラ金地獄』(1984)
- 『看護女子寮 いじわるな指』(1985)
- 『団地妻 肉体地獄』(1985)
- 『美姉妹・剥ぐ』(1985)
- 『マゾヒスト』(1985)
- 『不倫の罠・貫通』(1985)
- 『まってました転校生!』(1985)
- 『あなただけグッドナイト あゝ伝次郎』(1985)
- 『ブレイクタウン物語』(1985)
- 『ボクの女に手を出すな』（1986年）
- 『マダム・サド　牝地獄』(1986)
- 『瓶詰め地獄』(1986)
- 『凌辱めす市場 監禁』(1986)
- 『部長の愛人 ピンクのストッキング』(1986)
- 『美姉妹肉奴隷』(1986)
- 『母娘監禁 牝〈めす〉』(1987)
- 『蘭光生 肉飼育』(1987)
- 『スターダスト・ストーリー 星砂物語』(1987)
- 『嵯峨野の宿』(1987)
- 『橋』(1988)
- 『砂の上のロビンソン』(1989)
- 『せんせい』(1989)
- 『さよなら、こんにちわ』(1990)
- 『ツルモク独身寮』（1991年）
- 『ぼくらの七日間戦争』(1991)
- 『ごんたくれ』（1995年）
- 『お日柄もよくご愁傷さま』(1996)
- 『借王』（1997年）
- 『借王2』（1997年）
- 『借王3』（1998年）
- 『二宮金次郎物語 愛と情熱のかぎり』(1998年）
- 『借王4』（1998年）
- 『惚れたらあかん 代紋の掟』（1999年）
- 『借王 ナニワ相場師伝説』（1999年）
- 『Nile ナイル』（1999年）
- 『平成金融道 裁き人』（1999年）
- 『借王 -THE MOVIE- 沖縄大作戦』（1999年）
- 『借王 -THE MOVIE 2000-』（2000年）
- 『シベリア超特急2』（2001年）
- 『シベリア超特急3』（2003年）
- 『愛人萌子 性生活』（2006年）

### テレビドラマ
- 木曜ドラマストリート『帰って来た桃尻娘』（1986年、フジテレビ）
- 『あきれた刑事』（1987年 - 1988年、日本テレビ）
- 『金田一耕助シリーズ・殺人鬼』（1988年、TBS）
- 『ロマンスに弱いの』（1989年、フジテレビ）
- 『はぐれ刑事純情派（第3シリーズ）』（1990年、テレビ朝日）
- 土曜ワイド劇場『西村京太郎トラベルミステリー19「L特急踊り子号殺人事件」』（1991年、テレビ朝日）
- 月曜ドラマスペシャル『金田一耕助シリーズ・悪魔が来りて笛を吹く』（1992年、TBS）
- 月曜ドラマスペシャル『繭をつくる女』（1994年、TBS）
- 土曜ワイド劇場『北都殺人紀行』（1995年、テレビ朝日）
- 女と愛とミステリー『北アルプス山岳救助隊・紫門一鬼「北アルプス穂高連峰殺人事件」』（2001年、テレビ東京）
- 月曜ミステリー劇場『ひまわりさん』（2004年、TBS）
- 月曜ミステリー劇場『ひまわりさん2』（2005年、TBS）
- 『しあわせ色の花火』（2011年、BS-TBS）

### オリジナルビデオ
- 『これがシノギや!』(1994)
- 『やくざ道入門』(1994)
- 『Morocco 横浜愚連隊物語』(1996)
- 『Morocco 横浜愚連隊物語2』(1996)
- 『実録新宿の顔　新宿愚連隊物語』(1997)
- 『実録新宿の顔　新宿愚連隊物語2』(1997)
- 『極道三国志』（1997年）
- 『修羅がゆく6 東北激闘篇』（1997年）
- 『新・極道渡世の素敵な面々 女になった覚えはねぇ』（1998年）
- 『ドンを撃った男』（1999年）
- 『極道三国志4 最後の博徒／血の抗争』（2000年）
- 『修羅がゆく12 北九州死闘篇』（2000年）
- 『極道三国志5 山陽道10年戦争』（2000年）
- 『修羅がゆく13 完結編』（2001年）
- 『極道はクリスチャン 修羅の抗争』（2001年）
- 『修羅のみち』（2001年）
- 『修羅のみち2 関西頂上決戦』（2001年）
- 『修羅のみち6 血染めの海峡』（2003年）
- 『修羅のみち9 北九州烈死戦』（2004年）
- 『修羅のみち10 九州全面戦争』（2004年）